# Hijo de la luna
Hijo de la luna (hiszp. Syn Księżyca) – piosenka pierwotnie wykonana przez hiszpański zespół Mecano. Pojawiła się na ich albumie z 1986 – Entre el cielo y el suelo. Od 28 grudnia 1998 do 11 stycznia 1999 cover piosenki w aranżacji Loony zajmował pierwsze miejsce na niemieckiej liście przebojów, w tym samym czasie osiągając drugie miejsce na szwajcarskiej liście.
Muzykę i tekst skomponowali José María Cano i Nacho Cano.

## Tekst
Tekst piosenki przedstawia historię cygańskiej kobiety, która błaga przez całą noc boginię Księżyca o męża. Ostatecznie jej prośby zostają wysłuchane, ale w zamian bogini żąda, żeby oddać jej pierworodne dziecko, które urodzi się z tego związku.
Kiedy dziecko przychodzi na świat, okazuje się, że nie przypomina z wyglądu ojca. Jego skóra jest biała niczym grzbiet gronostaja, a oczy są szare. Mąż oskarża żonę o cudzołóstwo i zabija ją nożem. Następnie zanosi noworodka na szczyt góry i tam go porzuca.
Księżyc zabiera dziecko. Kiedy dziecko jest szczęśliwe, Księżyc jest w pełni, a kiedy płacze – Księżyca ubywa w celu ukołysania dziecka.
W refrenie piosenka opowiada o tym, że bogini zawsze chciała być matką, ale nie mogła znaleźć kochanka, który uczyniłby ją kobietą.

## Covery
Piosenka była wielokrotnie wykonywana przez innych artystów (przy czym nieraz w innych językach, np. włoskim). Byli to m.in.:
- Montserrat Caballé[3] (1994)
- Loona[4] (1998)
- Sarah Brightman[5] (2000)
- Valensia[6] (2001)
- Belle Pérez[7] (2002)
- Monserrat Bustamante (2003)
- Stravaganzza (2006)
- Mors Principium Est (w japońskiej wersji albumu Inhumanity 2003)
- Ana Torroja (album Me Cuesta Tanto Olvidarte 2006)
- Lyriel (2006)
- Haggard (2008)
- Mario Frangoulis (album Sometimes I Dream)
- Theatres Des Vampires (album Moonlight Waltz 2011)
- Małgorzata Walewska Bogini Księżyca
- Sumi Jo